# 孫雲
孫雲（1496年—？），字從龍，號默斋，明朝政治人物，直隸蘇州府崑山縣人，民籍。

## 生平
正德十四年（1519年）己卯科應天府鄉試第一百七名舉人。嘉靖八年（1529年）中式己丑科二甲二十九名進士。授工部主事，九年十一月以圜丘效劳，升署员外郎，十二年二月以御史冯恩案，贬边方杂职，十四年升任廣東增城县知县，後官至江西按察司副使。

## 家族
曾祖孫亮；祖父孫俊，曾任典史；父孫泰，贈刑部主事；母倪氏。慈侍下。弟孫雴。